# Бої за станцію Лозова (1918–1919)
Бої за станцію Лозова – бойові дії в квітні 1918 – січні 1919 років за контроль над станцією Лозова між частинами армії УНР з одного боку та більшовиками, махновцями і Добровольчою армією з іншого.

## Історія

### Бої в квітні 1918
30 березня 1918 командир Донецької армії Геккер видав указ № 023, в якому він наказував підготувати оборонні пункти на підступах до Донбасу на станції Лозова, яка увійшла до складу Харківського бойової дільниці Донецької трудової армії і входила в першої лінії оборони. Почалося будівництво фортифікаційних споруд. 8 квітня 1918 частини 3-й армій відступили до Лозової і зайняли там позиції. 
На 9 квітня 3-тя армія поділила на три бойові ділянки лінію оборони, яка прикривала Лозову: 1-ша бойова ділянка мала завданням оборону лінії залізниці Лозова–Слов'янськ. Фланг цієї бойової ділянки був пов'язаний з Андріївським та Борисоглібським і з частинами Донецької армії:
- Ленінський загін
- взвод артилерії і бронепотяги.

2-гу бойову ділянку, що мала за завдання оборону станції Лозова і підступів до лінії залізниці Харків–Лозова та Лозова–Синельникове, займали: 
- Кременчуцький загін
- 2-й Зведений пролетарський загін
- Пролетарський харківський полк
- загін Степанова

3-тя бойова ділянка, що мала за завдання оборону залізниці Лозова–Синельникове і Лозова–Слов'янськ, займали: 
- Одеський батальйон
- 1-й Соціалістичний батальйон
- Радянський батальйон
- 1-й Радянський кулеметний полк
- Миколаївська батарея
- взвод артилерії 1-го Соціалістичного загону
- Брянський бронепотяг.

За відомостями Антонова-Овсієнка, отримавши неправдиву інформацію про наближення ворога, штаб 3-ї армії 9 квітня наказав своїм частинам відійти до Барвінкового. Попередньо більшовики зруйнували залізничний вузол Лозової. Дослідники Л. Ісаїв та Л. Щибря  вважають, що Лозова була зайнята Донецькою групою УНР 8 квітня.
За свідченнями Володимира Сікевича, станція була зайнята хорунжим Ляховичем Євгеном 6 квітня 1918 року. 200 козакам протистояло близько 1000 червоноармійців. Козаки поділилися на роти, а кіннота з двох сторін обійшла станцію. Як тільки червоноармійці побачили просування супротивників, не знаючи реальної кількості наступаючих, стали відступати. Козаки почали переслідувати відступаючих, серед яких були значні втрати. Кіннота встигла врятувати від знищення телефонну станцію і телеграф і захопила потяг із заручниками. Козаків із захопленням зустрічали робітники.

Сікевич передав відомості про зайняття Лозової основним силам Донецької групи УНР, після чого з боку козаків було чутно «Слава Україні, слава гайдамакам!» Відразу ж Сікевич надіслав телеграму генералу Натієву:
6 квітня станція Лозова зайнята запорожцями і гайдамаками. Списки тих, хто відзначився в бою, і тих, хто отримав поранення і загинув висилаю. Отаман Сікевич. 
Основні сили Донецької групи, наблизившись до Лозової, побачили, що на станції і в місті вивішені українські прапори. Кіннота зайняла прилеглі станції Близнюки та Язикове.

### Бої в листопаді 1918 – січні 1919
В кінці 1918 року частини Армії УНР, що захищали станцію Лозова, виявилися в скрутному становищі. З півночі на Лозову наступали частини Червоної гвардії, з півдня – частини Добровольчої армії. Села в околицях міста були зайняті повсталими селянами і махновцями. Гарнізон Лозової складався з бійців 1-го українського імені Богдана Хмельницького полку і 36-го Полтавського піхотного полку колишнього 5-го Полтавського корпусу УД. На початку січня на станцію прибули бійці 3-го Гайдамацького полку, який нетривалий час брав участь в обороні Лозової.
22 листопада біля Лозової стався бій між 200 козаками, які захищали станцію, і частиною Добровольчої армії, що намагалася захопити її.
10 грудня 1918 з південного сходу на Лозову наступали частини махновців і червоних повстанців. Наступ було відбито частиною німців і 2-м Павлоградським полком Запорізького корпусу Армії УНР під командуванням Черниця.
11 грудня махновці перерізали залізницю Лозова–Мерефа і розташувалися на північ від Лозової, біля станції Краснопавлівки . 15 грудня до Лозової, в допомогу 2-му Павлоградському полку, який бився з повстанцями, було надіслано дві сотні Полтавського корпусу УНР. 25 грудня в районі Лозової зосередилися частини німців, які покинули Донбас.
Після з'їзду командирів повстанських загонів на станції Пологи, 3 січня 1919 командування РПАУ ухвалило рішення створити групу Петренка, яка повинна була наступати в Гришинському напрямку і по можливості зайняти станцію Лозова.
4 січня командування Української РСЧА видала наказ, в якому загону на чолі з Павлом Дибенком, що володів бронепотягом № 8, батальйону Михайлівського і роті 7-го полку ставилося завдання зайняти Лозову і увійти в зв'язок з частинами Махно.  За повідомленням більшовицької розвідки, на 4 січня в Лозовій знаходилося 6 ешелонів без знарядь і броньовик. Станція Барвінкове була зайнята частиною Добровольчої армії, яка готувалася зайняти Лозову. На 6 січня на станції знаходилося 2 тис. бійців Армії УНР без знарядь та броньовик з кулеметами.
8 січня штаб Дибенка і 6-й полк перебував на станції Лихачове поблизу Лозової. 15 січня більшовики зайняли Панютине. 17 січня більшовики зайняли станцію і місто Лозову, частини Армії УНР відступили на Павлоград.